# Amalfi (croiseur)
Pour les articles homonymes, voir Amalfi.
Le Amalfi était un navire de la classe Pisa de deux croiseurs cuirassés construits pour la Regia Marina (Marine royale italienne) au cours de la première décennie du XXe siècle
Pendant la guerre italo-turque de 1911-1912, le Amalfi a opéré avec la flotte italienne au large de Tripoli en septembre 1911 et a participé aux débarquements amphibies à Derna en octobre. En avril 1912, le Amalfi et son navire-jumeau (sister ship) le Pisa ont mené des attaques contre les forts turcs dans les Dardanelles. Après que le reste de la flotte se soit retiré plus tard dans le mois, les deux croiseurs blindés sont restés dans la région pour attaquer les installations de communication turques. Après que le Traité de Lausanne signé en octobre 1912 ait mis fin à la guerre, le Amalfi a escorté le roi et la reine d'Italie sur le yacht royal en Allemagne et en Suède lors d'une visite en 1913.
Au début de la Première Guerre mondiale, en août 1914, le royaume d'Italie a refusé de se joindre à ses partenaires de la Triple Alliance, l'Allemagne et l'Autriche-Hongrie. Le pays est finalement persuadé de se ranger du côté des Puissances de l'Entente et déclare la guerre à l'Autriche-Hongrie voisine en mai 1915. Après que la marine austro-hongroise ait effectué des raids sur les côtes italiennes avec une relative impunité en mai et juin, le Amalfi, le Pisa et deux autres croiseurs blindés ont été envoyés à Venise pour contrecarrer les futures sorties des Autrichiens. Peu après leur arrivée, les navires furent envoyés - dans une démonstration de force - patrouiller près de la principale base navale autrichienne à Pola dans la nuit du 6 au 7 juillet 1915. Au retour de cette mission, le Amalfi fut torpillé par le sous-marin austro-hongrois U-26 (en fait le Unterseeboot UB-14 battant pavillon austro-hongrois, puisque l'Allemagne et l'Italie n'étaient pas encore en guerre) et coulé avec la perte de 67 hommes. La perte du Amalfi obligea les Italiens à garder les autres croiseurs blindés de Venise au port pendant la majeure partie de l'année suivante avant qu'ils ne soient finalement déplacés.

## Conception
Le Amalfi avait une longueur entre perpendiculaires de 130 mètres (426 ft 6 in) et une longueur hors-tout de 140,5 mètres (460 ft 11 in). Il avait une largeur de 21,01 mètres (68 ft 11 in) et un tirant d'eau de 6,91 mètres (22 ft 8 in). Le navire déplaçait 9 832 tonnes métriques (9 677 tonnes longues) à charge normale et 10 600 tonnes métriques (10 400 tonnes longues) à charge profonde. Les navires de la classe Pisa avaient un effectif de 32 officiers et de 652 à 655 hommes de troupe.
Le navire était propulsé par deux moteurs à vapeur verticaux à triple expansion, chacun entraînant un arbre d'hélice en utilisant la vapeur fournie par 22 chaudières Belleville. Conçu pour une puissance maximale de 20 000 chevaux-vapeur (15 000 kW) et une vitesse de 22,5 nœuds (41,7 km/h), mais en service, le Amalfi était capable de produire 20 260 chevaux-vapeur (15 110 kW) - environ 260 chevaux-vapeur (110 kW) de plus que son navire jumeau, le Pisa - ce qui était suffisant pour donner une vitesse maximale de 23,6 nœuds (43,7 km/h).

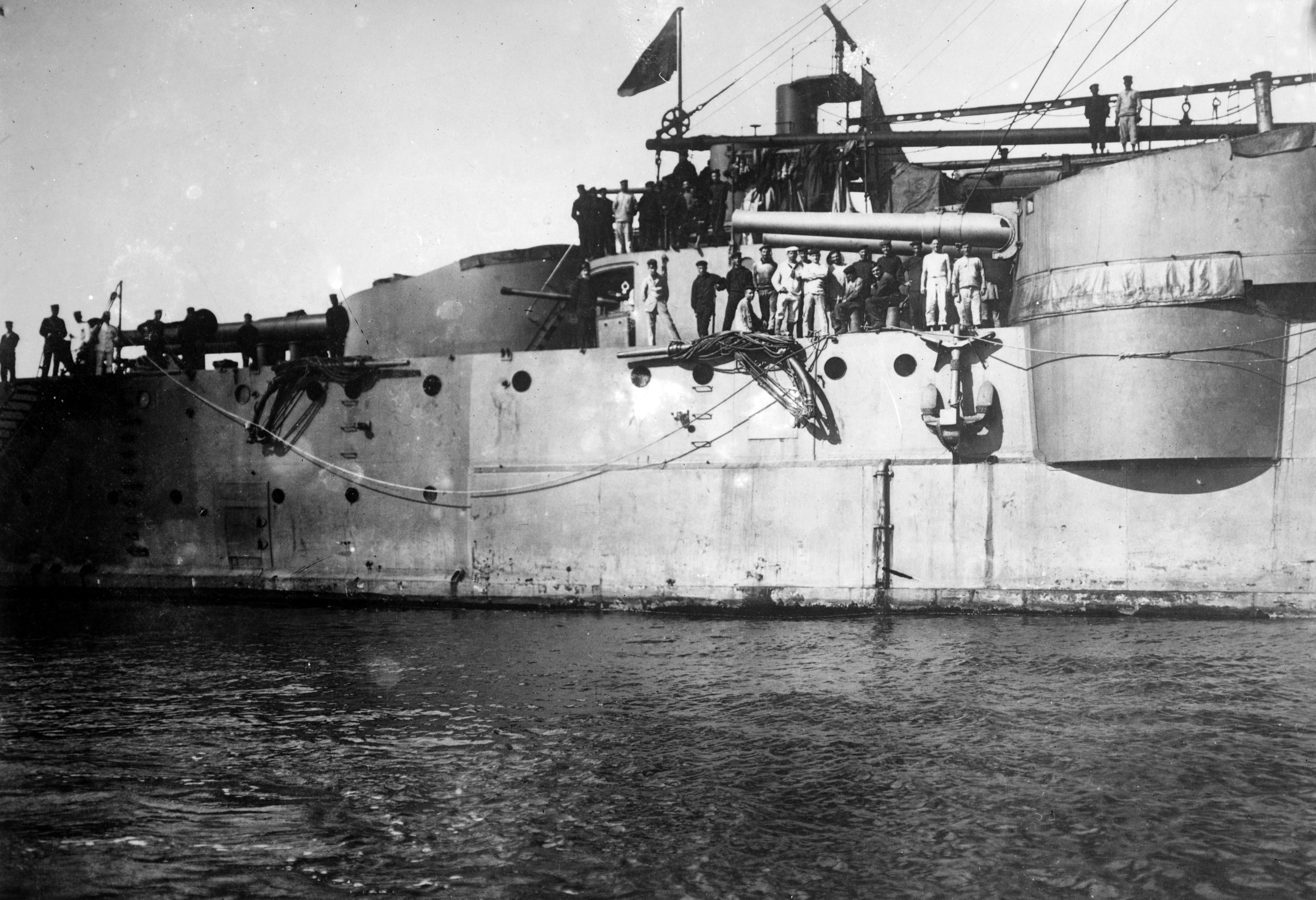
Une vue de la superstructure arrière et des tourelles de son navire-jumeau Pisa à Tripoli. La tourelle la plus à gauche est la tourelle arrière du canon principal, tandis que la tourelle de droite est l'une des tourelles secondaires.

L'armement principal des navires de la classe Pisa consistait en quatre Cannone da 254/45 V Modello 1906 dans des tourelles jumelées à l'avant et à l'arrière de la superstructure. Les navires montaient huit canons de 190/45 V Modello 1906 dans quatre tourelles jumelées, deux de chaque côté au milieu du navire, comme armement secondaire. Pour se défendre contre les torpilleurs, les navires transportaient 16 canons à tir rapide (QF) Cannone da 76/50 V Modello 1908 et huit canons Vickers QF Cannone da 47/40 V Modello 1908. Ils étaient également équipés de trois tubes lance-torpilles immergés de 450 mm. Pendant la Première Guerre mondiale, ses canons de 76 et 47 mm sont remplacés par vingt canons 76/40, dont six canons antiaériens.
Le Amalfi était protégé par une ceinture blindée de 200 mm  d'épaisseur au milieu du navire et réduite à 90 mm à la proue et à la poupe. Le pont blindé avait une épaisseur de 51 mm. Le blindage du poste de commandement avait une épaisseur de 180 mm. Les tourelles de canon de 254 mm étaient protégées par un blindage de 160 mm tandis que les tourelles de 190 mm avaient un blindage de 140 mm.

## Construction et carrière

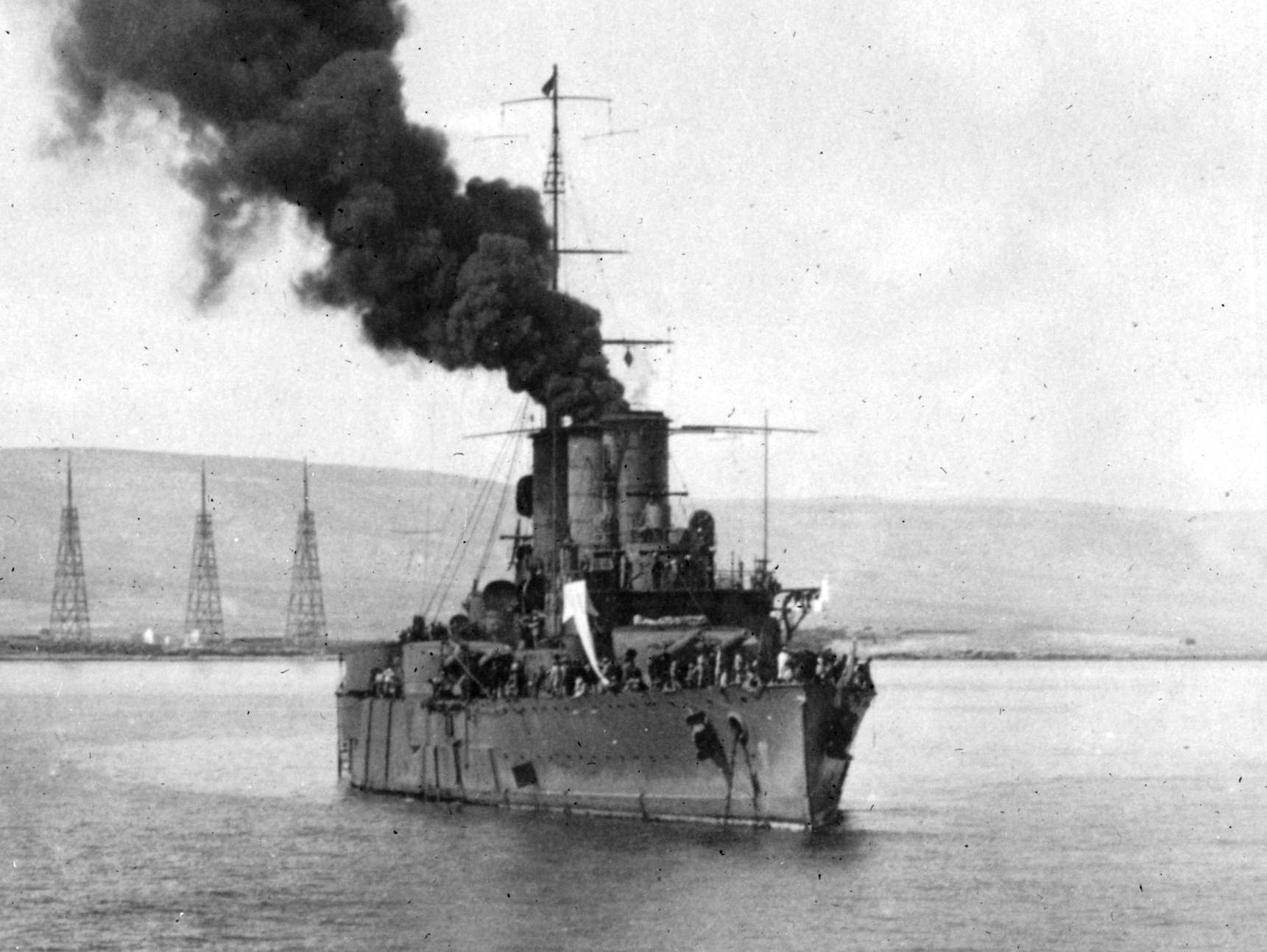
Le Pisa au large de la ville libyenne de Derna en octobre 1912

La pose de la quille du Amalfi, qui porte le nom de la ville éponyme, a été faite le 24 juillet 1905 au Chantier naval Odero de Sestri Ponente. Le navire a été lancé presque 3 ans plus tard le 5 mai 1908 et achevé le 1erseptembre 1909.

### Guerre italo-turque

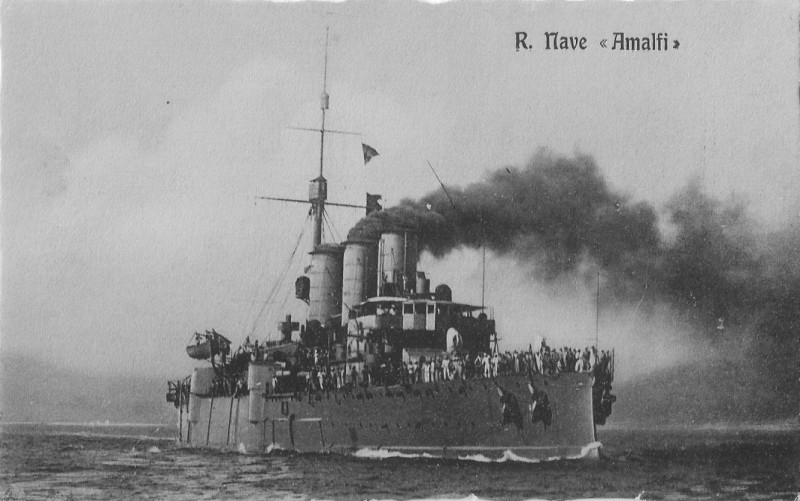
Une carte postale italienne du Amalfi

Le Amalfi et son navire-jumeau, le Pisa, sont entrés en service en 1909, mais les sources contiennent peu d'informations sur leurs activités jusqu'à la guerre italo-turque de 1911. Le 24 septembre 1911, cinq jours avant que le royaume d'Italie ne déclare la guerre à l'Empire ottoman, le Amalfi quitte Syracuse pour Tripoli au sein d'une escadre comprenant les cuirassés Roma et Napoli, les croiseurs blindés Pisa, Giuseppe Garibaldi, Varese et Francesco Ferruccio, et deux flottilles de destroyers. Cinq jours plus tard, le Amalfi et plusieurs autres navires sont vus en train de prendre du charbon à Malte, avant de se diriger vers le blocus de Tripoli.
Le 2 octobre, une division dirigée par le cuirassé Benedetto Brin a relevé les groupes du Amalfi du blocus, leur permettant de se diriger vers l'est pour rejoindre la flotte italienne principale. Le Napoli, le Amalfi et le Pisa ont été rejoints par le croiseur blindé San Marco récemment mis en service, trois destroyers et deux torpilleurs. Le groupe a escorté plusieurs transports italiens qui sont arrivés au large de Derna le 15 octobre. Après l'échec des négociations pour la reddition de la ville, le Pisa a bombardé les casernes et un fort. Derna n'ayant pas riposté, un bateau proposant une trêve a été envoyé. Lorsqu'il fut accueilli par une volée de tirs de fusils, le Amalfi et les autres croiseurs blindés ouvrirent le feu sur la ville avec leurs canons de 190 mm et, selon un compte-rendu contemporain, "détruisirent complètement" la ville en 30 minutes. Une équipe de débarquement envoyée à 14h00 ne put atteindre le rivage en raison d'une mer agitée et de tirs provenant de la côte. Le Amalfi et sa compagnie ont alors bombardé la plage jusqu'à 16h00. Les conditions météorologiques empêchèrent tout débarquement jusqu'au 18, date à laquelle 1 500 hommes prirent possession de Derna.
Le 13 avril 1912, le Amalfi quitta Tarente avec le 1er escadron italien, composé des cuirassés Vittorio Emanuele (navire-amiral de l'escadron), le Roma et le Napoli, et des croiseurs blindés Pisa, San Marco et Vettor Pisani. L'escadron était initialement destiné à Tripoli, mais a été détourné vers la mer Égée pour bombarder la côte turque. La deuxième escadre, composée des cuirassés Regina Margherita (navire-amiral de l'escadre), Benedetto Brin, Ammiraglio di Saint Bon et Emanuele Filiberto, et des croiseurs blindés Francesco Ferrucio, Varese et Giuseppe Garibaldi, quitte Tobrouk et Augusta en même temps. Les deux escadrons se sont donné rendez-vous sur l'ïle de Astypalée le 17 avril. À 6h30, les navires Pisa et Amalfi entrent dans les Dardanelles à l'avant de la flotte italienne pour tenter d'attirer la flotte turque. Quatre batteries côtières turques, équipées de 18 canons Krupp d'un calibre de 8 à 11 pouces (200 à 280 mm), tirent sur la flotte italienne. Les Italiens, qui tiraient à une distance de 8 000 mètres, ont riposté au cours d'un échange qui a duré plus de deux heures. Les rapports officiels italiens affirment qu'aucun navire n'a été touché et réfutent spécifiquement les affirmations turques selon lesquelles le Varese a été incendiée, mais un résumé du New York Times rapporte que le Varese a été touché deux fois. Le 19 avril, la flotte italienne est repartie, mais a laissé le Amalfi, le Pisa et un assortiment de petites embarcations pour continuer à détruire les stations télégraphiques et à couper les câbles sous-marin de communications.
Une autre action notable impliquant le Amalfi a eu lieu le 28 avril lorsqu'un groupe de 250 hommes recrutés à partir de son effectif et de celui du Pisa a pris la garnison turque sur l'île d'Astypalée. Le traité de Lausanne de 1912 qui a mis fin à la guerre a été signé le 18 octobre.

### L'entre-deux-guerres
Entre la fin de la guerre italo-turque en 1912 et l'entrée de l'Italie dans la Première Guerre mondiale en 1915, le Amalfi est mentionné dans plusieurs articles de presse qui donnent des indications sur ses activités en temps de paix. En juin 1913, le Amalfi escorte le roi Victor Emmanuel III et son épouse, la reine Elena, sur le yacht royal Trinacria, à la régate annuelle de Kiel, en Allemagne. Là, Victor Emmanuel rencontre l'empereur Guillaume II pour discuter de la guerre des Balkans en cours, selon un article de presse de l'époque. Après avoir quitté Kiel, le Amalfi escorte le Roi et la Reine sur le Trinacria jusqu'à leur prochaine escale à Stockholm.
En novembre, le Amalfi était de retour dans les eaux italiennes lorsque l'amiral Cattolica, ancien ministre italien de la Marine, et les capitaines du Amalfi et du cuirassé Emanuele Filiberto ont accueilli à Naples l'amiral Charles J. Badger de la marine américaine sur son navire-amiral, l'USS Wyoming (BB-32). Pendant le séjour du USS Wyoming, une étape de la tournée méditerranéenne du cuirassé en 1913, Badger a rendu les visites et a visité le Amalfi dans le cadre de ses visites de courtoisie.

### Première Guerre mondiale
Au début de la Première Guerre mondiale en août 1914, le royaume d'Italie refuse de se joindre à ses partenaires de la Triple Alliance, l'Allemagne et l'Autriche-Hongrie, lorsqu'ils déclarent la guerre aux Puissances de l'Entente, et choisit plutôt de rester neutre. Sous la pression du Royaume-Uni et de la France, l'Italie a signé le traité secret de Londres le 26 avril 1915. Dans cet accord, l'Italie promet de quitter la Triple Alliance et de déclarer la guerre à ses anciens alliés dans un délai d'un mois en échange de gains territoriaux après la fin de la guerre.
Au début du mois de mai, le Amalfi faisait partie de l'escadron dont le quartier général se trouvait à Brindisi et qui comprenait six cuirassés pré-dreadnought - Regina Elena, Vittorio Emanuele, Roma, Napoli, Benedetto Brin et Ammiraglio di Saint Bon - et quatre croiseurs blindés - Pisa, San Marco, San Giorgio et Amalfi lui-même.
Après la déclaration de guerre de l'Italie à l'Autriche-Hongrie le 23 mai, l'amiral Anton Haus, le commandant de la flotte de la marine austro-hongroise a sorti sa flotte pour bombarder la côte italienne dans la nuit du 23 au 24 mai dans le but de perturber la mobilisation italienne. Parmi les nombreuses cibles, Ancône a été la plus durement touchée, avec des perturbations dans les services de gaz, d'électricité et de téléphone de la ville; les stocks de charbon et de pétrole de la ville ont été laissés en flammes. Tous les navires autrichiens sont rentrés au port sains et saufs, donnant l'impression qu'ils avaient pu attaquer en toute impunité, ce qui a exercé une pression politique sur la Regia Marina depuis Rome. Lorsque les Autrichiens ont repris leurs attaques sur la côte italienne à la mi-juin, l'amiral italien Paolo Thaon di Revel a répondu en envoyant le Amalfi et les autres croiseurs blindés de Brindisi - les plus récents de la marine - à Venise pour compléter les navires plus anciens qui s'y trouvaient déjà. L'historien Lawrence Sondhaus soutient que l'arrivée des quatre croiseurs blindés rapides à Venise aurait dû avoir un effet dissuasif majeur sur les futurs raids côtiers autrichiens, mais concède qu'ils ont fini par devenir des cibles plus invitantes pour les sous-marins autrichiens à la place.

### Naufrage
Peu après l'arrivée du quatuor de croiseurs à Venise, le Amalfi a participé à une mission de " reconnaissance en force " près du port austro-hongrois de Pula dans la nuit du 6 au 7 juillet 1915,. Une fois la mission terminée, le croiseur se trouvait à environ 20 milles nautiques (37 km) de Venise lorsqu'il a été torpillé par le sous-marin (unterseeboot) autrichien U-26 à l'aube du 7 juillet,. Le U-26 - en réalité le sous-marin allemand UB-14, marqué comme un navire autrichien et battant le pavillon autrichien puisque l'Italie et l'Allemagne n'étaient pas en guerre - était sous le commandement de l'Oberleutnant zur See Heino von Heimburg, et effectuait sa première patrouille.
Le Amalfi a immédiatement commencé à gîter sur bâbord et, après que les premiers efforts de contrôle des dommages se soient avérés infructueux, son commandant a ordonné l'évacuation du navire. Le croiseur a coulé moins de 30 minutes après avoir été torpillé. D'autres navires de la division ont répondu aux appels de détresse et ont sauvé une grande partie de l'équipage du navire. La perte d'hommes a été signalée comme étant d'environ 200 à l'époque, mais les rapports ultérieurs ne font état que de 67 morts. Le Amalfi était l'un des plus grands navires coulés par les U-boots pendant la guerre. À la suite du naufrage du Amalfi, son navire-jumeau Pisa et l'autre paire de croiseurs blindés à Venise se sont rarement aventurés hors du port pendant la majeure partie de l'année suivante, et ont finalement été transférés à Vlora en avril 1916.